# Prince Ital Joe
Prince Ital Joe (eigentlich Joe Paquette, * 5. Mai 1963 in Roseau auf Dominica; † 16. Mai 2001 in Phoenix, Arizona) war ein US-amerikanischer Reggae-Musiker.

## Biografie
Im Alter von 14 Jahren wanderte er mit seinen Eltern aus seiner Heimat aus und zog mit ihnen nach Brooklyn, New York. Nach seinem High-School-Abschluss strebte er eine Karriere als Schauspieler und Entertainer an. In Kalifornien trat er jahrelang auf Privatpartys und in Clubs in Hollywood auf. Zudem war er von 1988 bis 1990 Konzertpromoter, u. a. für Ziggy Marley.
1993 nahm er gemeinsam mit Marky Mark (Mark Wahlberg) das von Alex Christensen produzierte Album Life in the Streets auf. In Deutschland erzielten das Album und die ausgekoppelten Singles den größten kommerziellen Erfolg. Happy People, United, Life in the Streets und Babylon konnten sich in den Top 20 platzieren; United belegte für fünf Wochen Platz eins der Charts. 1995 unterschrieb Prince Ital Joe einen Vertrag bei Death Row Records, wo er zwar mit Tha Dogg Pound, 2Pac und Daz Dillinger kollaborierte, aber nie ein eigenes Album veröffentlichte.
Ferner war er vereinzelt als Schauspieler aktiv. So hatte er eine kleine Rolle in Steven Seagals Film Zum Töten freigegeben (Marked for Death) und trat in den TV-Serien EZ Street und Players auf.
Prince Ital Joe starb am 16. Mai 2001 auf einem Highway in Phoenix, Arizona auf dem Weg zu seinem Haus in Los Angeles bei einem Autounfall. Er wurde aus dem Auto geschleudert, nachdem ein Reifen geplatzt war und der Fahrer die Kontrolle verlor. Der Polizei zufolge war Ital Joe nicht angeschnallt. Der Fahrer überlebte unverletzt.
Paquette war mit Paulina Paquette verheiratet und hatte mit ihr eine gemeinsame Tochter.

## Diskografie

### Studioalben
| Jahr | Titel               | Höchstplatzierung, Gesamtwochen, AuszeichnungChartplatzierungen (Jahr, Titel, Platzierungen, Wochen, Auszeichnungen, Anmerkungen) | Höchstplatzierung, Gesamtwochen, AuszeichnungChartplatzierungen (Jahr, Titel, Platzierungen, Wochen, Auszeichnungen, Anmerkungen) | Höchstplatzierung, Gesamtwochen, AuszeichnungChartplatzierungen (Jahr, Titel, Platzierungen, Wochen, Auszeichnungen, Anmerkungen) | Anmerkungen                                           |
| Jahr | Titel               | DE | AT | CH | Anmerkungen                                           |
| ---- | ------------------- | --- | --- | --- | ----------------------------------------------------- |
| 1994 | Life in the Streets | DE10 (27 Wo.)DE | AT21 (10 Wo.)AT | CH42 (4 Wo.)CH | Erstveröffentlichung: 29. April 1994 feat. Marky Mark |

### Kompilationen
- 1996: Happy People (feat. Marky Mark)

### Remixalben
- 1995: The Remix Album (feat. Marky Mark)

### Singles
| Jahr | Titel Album                                     | Höchstplatzierung, Gesamtwochen, AuszeichnungChartplatzierungen (Jahr, Titel, Album, Platzierungen, Wochen, Auszeichnungen, Anmerkungen) | Höchstplatzierung, Gesamtwochen, AuszeichnungChartplatzierungen (Jahr, Titel, Album, Platzierungen, Wochen, Auszeichnungen, Anmerkungen) | Höchstplatzierung, Gesamtwochen, AuszeichnungChartplatzierungen (Jahr, Titel, Album, Platzierungen, Wochen, Auszeichnungen, Anmerkungen) | Höchstplatzierung, Gesamtwochen, AuszeichnungChartplatzierungen (Jahr, Titel, Album, Platzierungen, Wochen, Auszeichnungen, Anmerkungen) | Anmerkungen                                                                     |
| Jahr | Titel Album                                     | DE | AT | CH | UK | Anmerkungen                                                                     |
| ---- | ----------------------------------------------- | --- | --- | --- | --- | ------------------------------------------------------------------------------- |
| 1993 | Happy People Life in the Streets                | DE4 Gold · (31 Wo.)DE | AT23 (9 Wo.)AT | CH22 (15 Wo.)CH | — | Erstveröffentlichung: November 1993 feat. Marky Mark                            |
| 1994 | United Life in the Streets                      | DE1 Platin · (23 Wo.)DE | AT6 (12 Wo.)AT | CH9 (21 Wo.)CH | UK79 (4 Wo.)UK | Erstveröffentlichung: 11. April 1994 feat. Marky Mark                           |
| 1994 | Life in the Streets                             | DE11 Gold · (24 Wo.)DE | — | CH5 (15 Wo.)CH | — | Erstveröffentlichung: 1994 feat. Marky Mark                                     |
| 1995 | Babylon Life in the Streets                     | DE17 (15 Wo.)DE | — | CH35 (7 Wo.)CH | — | Erstveröffentlichung: 1995 feat. Marky Mark                                     |
| 1997 | Hail Mary The Don Killuminati: The 7 Day Theory | — | — | — | UK43 Silber · (2 Wo.)UK | Erstveröffentlichung: 11. Februar 1997 Makaveli feat. Outlawz & Prince Ital Joe |

Weitere Singles
- 1983: Poverty Sucks
- 1993: Can’t Stop We (feat. Marky Mark)
- 1995: Rastaman Vibration (feat. Marky Mark)
- 1999: Dedication (Tha Dogg Pound feat. Ital)